# Indocina

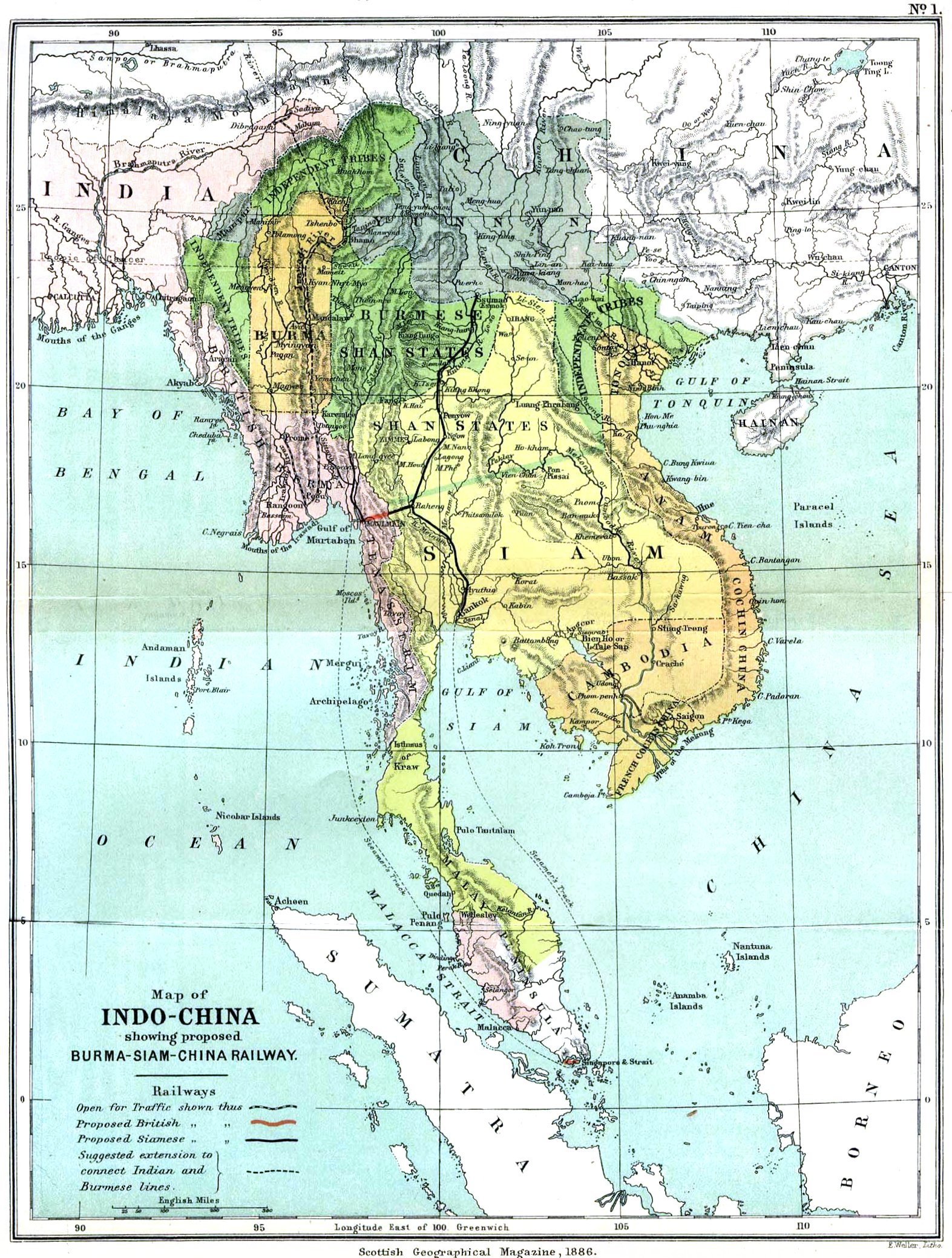
Indocina nel 1886

L'Indocina, o penisola indocinese, è una vasta penisola dell'Asia sud-orientale, saldata largamente al continente, prominente tra il golfo del Bengala e il Mar Cinese Meridionale; la sua estremità meridionale si suddivide in un ampio lobo e in una lunga appendice, la penisola di Malacca, che giunge a contatto dell'arcipelago malese; nell'andamento delle due coste profondamente incise, nella snellezza delle forme, nella struttura in cui hanno gran parte i corrugamenti recenti, presenta un profondo contrasto con la forma massiccia e la struttura tabulare dell'Arabia e dell'India. Ha una superficie di circa 2 milioni di km² e si estende da 1° a 23° di latitudine nord, e fra 93° e 109° di longitudine est da Greenwich.
Al frazionamento della sua struttura fisica corrisponde il frazionamento della vita sociale e politica, la quale, mentre ha impedito la formazione di una nazione o di uno Stato unitario, ha permesso alle minori unità di aborigeni e di antiche popolazioni di mantenersi in pieno isolamento nei distretti montuosi, nelle alte valli dei fiumi e nelle zone più fittamente forestali. Ne consegue la divisione in regioni ben individuate e la formazione di Stati numerosi e differenziati.

## Terminologia
Le origini del nome Indocina sono solitamente attribuite congiuntamente al geografo franco-danese Conrad Malte-Brun, che nel 1804 si riferì all'area come indo-chinois, e al linguista scozzese John Leyden, che usò il termine indo-cinesi per descrivere gli abitanti della zona e le loro lingue nel 1808. Le opinioni degli studiosi dell'epoca sull'influenza storica della Cina e dell'India sull'area erano contrastanti, e il termine stesso era controverso: lo stesso Malte-Brun in seguito si oppose al suo uso in un'edizione successiva della sua Geografia universale, ragionando sul fatto che esso enfatizzava eccessivamente l'influenza cinese, e suggerì invece "Cin-India". Tuttavia, il termine Indocina aveva già preso piede, e presto soppiantò termini alternativi come India Posteriore, India Ulteriore o penisola al di là del Gange. In seguito, tuttavia, quando i francesi stabilirono la colonia dell'Indocina francese (che copriva gli attuali Cambogia, Laos e Vietnam), l'uso del termine divenne più ristretto alla colonia francese, e oggi l'area è indicata in molte lingue come "Sud-est asiatico continentale".

## Geografia

### Le coste
Le coste dell'Oceano Indiano si stendono dalla foce del Gange allo stretto di Malacca. La sezione settentrionale ha un andamento assai vario; vi sono numerose insenature, tra cui quella che ospita il porto di Sittwe (Akyab), e, nella parte mediana, numerose isole (Boronga, Ramree, Cheduba, ecc.), tutte basse e paludose. Le catene montuose seguono dappresso e con continuità la costa e questa pertanto rimane isolata dall'interno: infatti fino al capo Negrais è dovunque dominata dalle catene dell'Arakan. Al capo Negrais la costa piega verso est per formare l'ampia rientranza del golfo di Martaban, nel quale si affaccia al mar delle Andamane la larga pianura deltizia dell'Irrawaddi, che accoglie sul ramo più orientale il porto di Rangun (Rangoon). Nella parte più interna del golfo sfocia il Salween, sulle cui sponde vi è il porto di Moulmein; ivi comincia la costa del Tenasserim, parallela alle catene che formano l'ossatura della penisola di Malacca; essa è accompagnata da numerosissime isole costiere, tra cui l'arcipelago di Mergui e, più a sud, l'isola di Phuket o Salang e l'isola di Penang o di George Town. I porti costieri sono numerosi ma di modesta importanza; i maggiori sono quelli di Tavoy, di Mergui e di Melaka (Malacca), tutti centri commerciali.
Oltrepassato lo stretto di Malacca, cosparso di isole, si penetra nell'Oceano Pacifico e più precisamente nel Mar Cinese Meridionale, il quale verso nord forma le due profonde rientranze dei golfi del Siam e del Tonchino; fra i due si protende il grande lobo della Cocincina che termina a sud con la bassa penisola di Ca Mau. Le coste presentano minore varietà in confronto di quelle occidentali; dopo l'isola di Singapore, che accoglie il porto più grande e più importante del Sud-est asiatico, la costa risale verso nord, prevalentemente bassa e orlata da piccole isole. Nella parte più interna del golfo del Siam si affaccia la formazione deltizia del Menam con il porto di Bangkok, lo sbocco principale del Siam. A oriente la costa ridiventa rocciosa, perché le formazioni montuose si protendono in mare formando numerose prominenze e insenature, accompagnate da qualche isolotto. Ad Ha-Tien comincia la costa della Cocincina che si svolge pianeggiante e acquitrinosa fino a Vung Tau (capo Saint-Jacques), per tutta la distesa del delta del Mekong, di cui si protende la penisola di Ca Mau, formata dai detriti del Mekong. In tutta questa sezione bassa e piatta le insenature sono scarse: le foci dei vari rami del Mekong sono ostruite da barre sabbiose, mentre è navigabile il fiume di Saigon, sul quale si trovano i porti di Saigon e di Cholon.
Da Vung Tau fino ad Ha-Tinh, nell'Annam settentrionale la costa presenta un intarsio per l'incidenza del rilievo montuoso annamitico che protende in mare numerosi promontori, come capo Ke Ga, capo Dinh, capo Dieu, capo Nam Tram, capo Lai, capo Ron. Le numerose isole rocciose che fronteggiano tutta la costa annamitica servono di base per i pescatori. A nord di Vinh la costa è bassa e melmosa in corrispondenza del grande delta tonchinese fin oltre l'isola di Cat Ba; sulla foce del Fiume Rosso si trova il grande porto di Haiphong.

### Il rilievo
In linea generale si può ritenere che l'orografia della penisola sia derivata dalla deviazione delle pieghe himalayane per effetto di preesistenti e consolidate formazioni geologiche che funzionarono da ostacolo al corrugamento verificatosi sul finire del Mesozoico e nel Cenozoico. Il moto di sollevamento alpino-himalayano, dilatandosi verso oriente, si sarebbe scontrato cioè con il blocco arcaico della Cina meridionale (Scudo sinense) e quindi costretto a deviare verso sud. Le pieghe, enormemente ravvicinate e parallele nella stretta di Namkiu, divergono poi in due grandi fasci: quello occidentale, forma la parte ovest della penisola, e in particolar modo la Birmania, per continuare con le Andamane e Nicobare e con la penisola malese fino a congiungersi ai grandi archi montuosi dell'arcipelago malese; l'altro, in direzione di sud-est, forma i sistemi a pieghe del Tonchino. Anche questo divergeva dalle pieghe del Terziario e sarebbe stato causato dall'incontro con gli antichi plateaux della Cambogia ed all'altopiano degli Stati dei Shan.
La regione meridionale, che comprende il medio Laos, l'Annam, la Cambogia e tutto il Siam orientale, è costituita da terreni paleozoici, che non hanno subìto soltanto dislocazioni in senso verticale, con la conseguente fuoriuscita, attraverso le faglie, delle vaste colate basaltiche di cui rimangono residui nei Monti dei Cardamomi, nel Chandaburi, nel plateau di Korat e nei rilievi della Cocincina.
Nella zona settentrionale e specialmente nel Tonchino, il movimento orogenetico dell'Asia centrale ha impresso al Paese un'orografia quanto mai confusa e caotica. Il fascio di pieghe occidentali, invece si è potuto allargare più comodamente fra il plateau degli Stati dei Shan e l'altopiano di Shillong e le pieghe appaiono disposte parallelamente le une alle altre, incurvate con la convessità verso occidente. A est delle catene costiere dell'Arakan si stende la pianura dell'Irrawaddi, sparsa di una serie di rilievi isolati, fra cui predomina il cono vulcanico del Popa, e limitata verso oriente dai monti del Pegu (Pegu Yoma), che dividono la valle dell'Irrawaddi da quella del Sittang; il delta rappresenta un golfo colmato di sedimenti alluvionali ed è quindi in complesso una depressione che si prolunga nella fossa compresa tra le Andamane e la costa del Tenasserim, dove si raggiunge la profondità di 4360 m.
L'altopiano degli Stati dei Shan è interessato da ondulazioni allungate parallelamente tra loro e disposte in direzione nord-sud; il Salween lo attraversa in una successione di gole profonde, il Mekong lo limita a oriente con un ampio e profondo solco che distingue l'altopiano Shan dai monti dell'alto Laos. Verso sud le pieghe convergono a formare le montagne del Tenasserim e della penisola di Malacca.
Nel modellamento attuale l'erosione delle acque correnti ha avuto un ruolo notevole, soprattutto perché un sollevamento recente della zona dello Yünnan ha ringiovanito il sistema idrografico, infondendo nuova forza erosiva a tutti i corsi d'acqua, i quali in tale modo hanno approfondito le loro valli nei corsi superiori, come appare nelle gole del Salween, del Mekong e del Fiume Rosso: i detriti trasportati da questi fiumi hanno potuto costruire o allargare i grandi delta, che offrirono alla popolazione comode sedi e possibilità di una agricoltura assai redditizia: i delta dell'Irrawaddi, del Menam, del Mekong e del Tonchino sono le zone più ricche e più fittamente abitate.

### Il clima
Il clima dell'Indocina dipende soprattutto da due fattori: dalla posizione del territorio in latitudine e dall'alterno spirare dei venti monsoni. La posizione allungata tra l'equatore e il tropico del Cancro determina temperature decrescenti dall'uno all'altro limite, ma in genere elevate; lo spirare dei monsoni regola l'entità e la periodicità delle piogge. Ma il gioco dei monsoni nell'Indocina è estremamente complicato per la posizione della penisola rispetto al continente, per la varietà del rilievo e la direzione delle catene montuose. Sul lato occidentale agiscono le correnti monsoniche dell'Oceano Indiano che investono l'India e interessano in modo particolare la Birmania. Sul lato orientale agiscono le correnti monsoniche che si alternano tra la Cina e l'Oceano Pacifico e investono soprattutto l'Annam e il Tonchino. La direzione di queste ultime correnti, poi, subisce modificazioni a causa della relativa vicinanza del continente australiano che, per riflesso delle situazioni bariche che evolvono nel suo territorio, provoca contrasti e deviazioni nell'andamento generale della circolazione dell'Asia del sud-est. In complesso, il monsone estivo di sud-ovest porta grandi piogge sulle coste dell'Arakan e del Tenasserim e nella vallata inferiore dell'Irrawaddy. Il margine meridionale dell'afflusso sud-occidentale investe la penisola di Malacca la supera e raggiunge la Cocincina, dove si unisce alle correnti di sud-est che provengono dall'Australia. Caduto al sopravvenire dell'inverno il monsone di sud-ovest, prevalgono i venti di nord-est, che raggiungono le coste dell'Indocina dopo avere attraversato i mari costieri del Pacifico e recano pioggia abbondante al Tonchino, all'Annam e alle coste orientali della penisola malese. Ne consegue che i venti delle due opposte direzioni sono entrambi umidi e apportano piogge copiose, alternativamente alle regioni rivolte a occidente e a quelle rivolte a oriente. La quantità di pioggia media supera i 1500 mm in tutta la fascia costiera della penisola e in alcune zone sale anche a oltre 3000 mm. Nell'interno invece la piovosità diminuisce ed è minima nel bacino del medio Irrawaddi e nella parte più interna del Laos e del Siam orientale.
Variazioni maggiori e distribuzione meno uniforme presenta la temperatura a causa della latitudine, dato che la penisola da nord a sud si allunga tra il 1º e il 23º di lat. nord. A ciò si aggiungano gli effetti prodotti dal rilievo, che non solo attenua i valori termici, ma in taluni casi altera o elimina le benefiche influenze del mare. In genere la temperatura lungo la fascia costiera è dovunque elevata. Naturalmente è più elevata nella penisola di Malacca e nella zona costiera del Siam e della Cambogia, per la maggiore vicinanza all'Equatore. Le variazioni termiche sono di pochi gradi; secondo i luoghi il termometro si mantiene in media sui 24-27 °C. Verso l'Indocina settentrionale e soprattutto nell'interno le oscillazioni stagionali si accentuano progressivamente, senza tuttavia determinare un inverno rigido.
In complesso si possono distinguere diverse regioni climatiche: quella equatoriale, con temperatura quasi costante e piogge abbondanti in ogni stagione, a sud; quella monsonica a nord, con situazioni differenti per la parte occidentale e orientale. Nella prima si possono distinguere tre stagioni, e cioè: un periodo caldo e piovoso che comincia in aprile o maggio e finisce di solito a novembre; un periodo fresco e asciutto o poco umido da metà novembre a metà febbraio, e infine una stagione calda e asciutta da metà febbraio all'inizio della stagione umida. Nell'Indocina orientale vi è una diversità soprattutto riguardo al periodo di piovosità. Come nel resto dell'Indocina i mesi da febbraio ad aprile sono caldi e asciutti, poi la temperatura aumenta, ma le piogge più copiose cadono da novembre a gennaio. L'altitudine rende più temperato il clima: in località elevate sono quindi sorte delle stazioni estive, dove durante il periodo coloniale si rifugiavano gli Europei per evitare gli eccessi del clima tropicale.

### Flora
Il mantello vegetale è ricco e la flora presenta caratteri tipici delle zone equatoriali o tropicali. In complesso si può considerare l'Indocina come area di passaggio dalla regione vegetale indiana di tipo tropicale a quella dell'arcipelago malese di tipo equatoriale. Nel territorio nord-occidentale si ha un notevole rigoglio di vegetazione tropicale che via via diminuisce verso l'interno; vi sono caratteristiche le palme e la foresta pluviale domina su vasti lembi costieri. Nel territorio nord-orientale il mantello vegetale è più stentato e vaste estensioni sono coperte di savana. La cimosa meridionale dell'Indocina e la penisola di Malacca presentano una ricca e sviluppata vegetazione equatoriale e la foresta sempreverde copre gran parte della penisola di Malacca. Nelle pianure deltizie e nelle altre zone alluvionali, lungo i fiumi e le coste, la nota caratteristica del paesaggio è data dalle colture e specialmente dalle risaie.

### Fauna

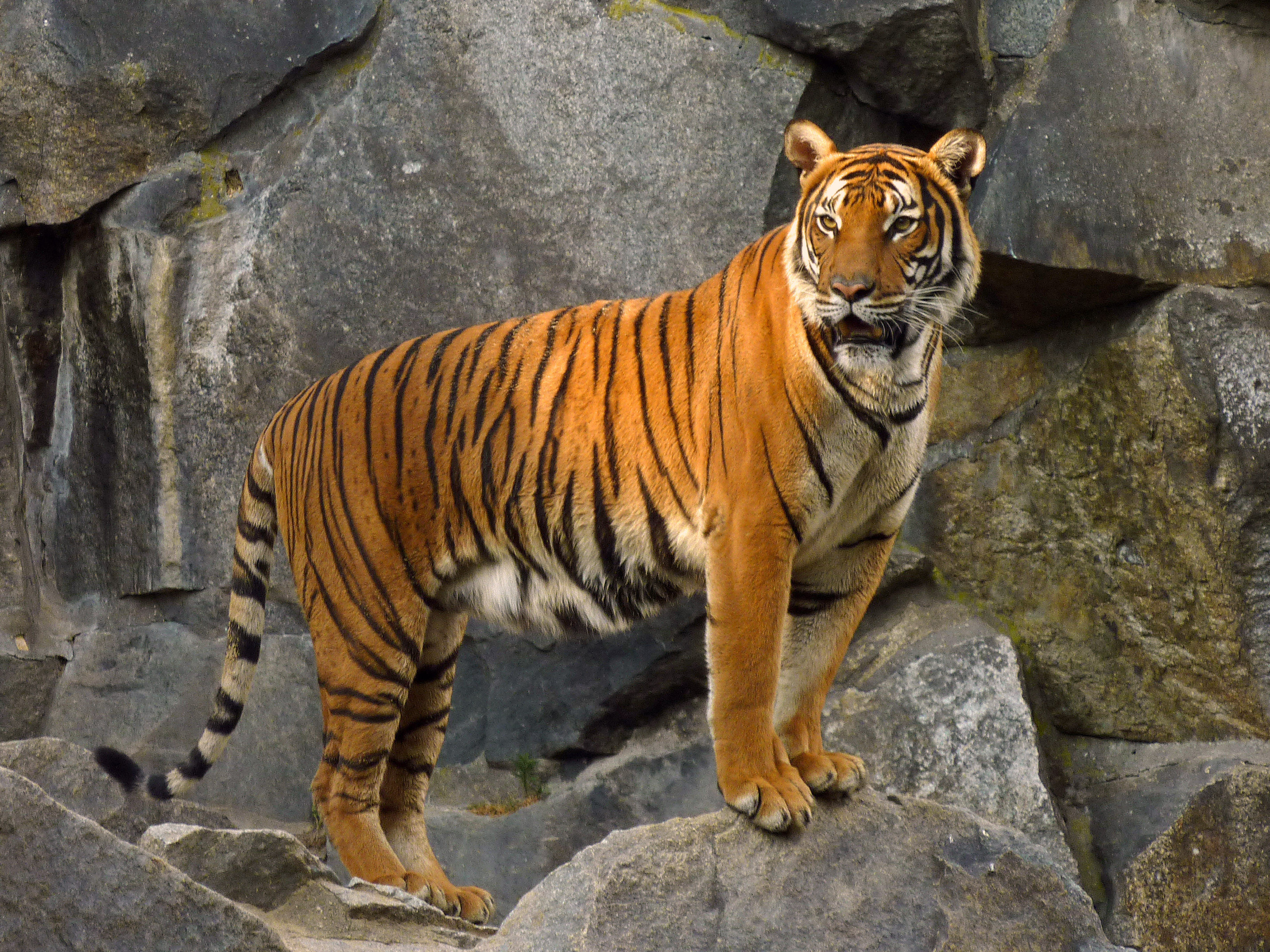
Una tigre indocinese; a volte la sua preda abituale diventa l'orso tibetano.

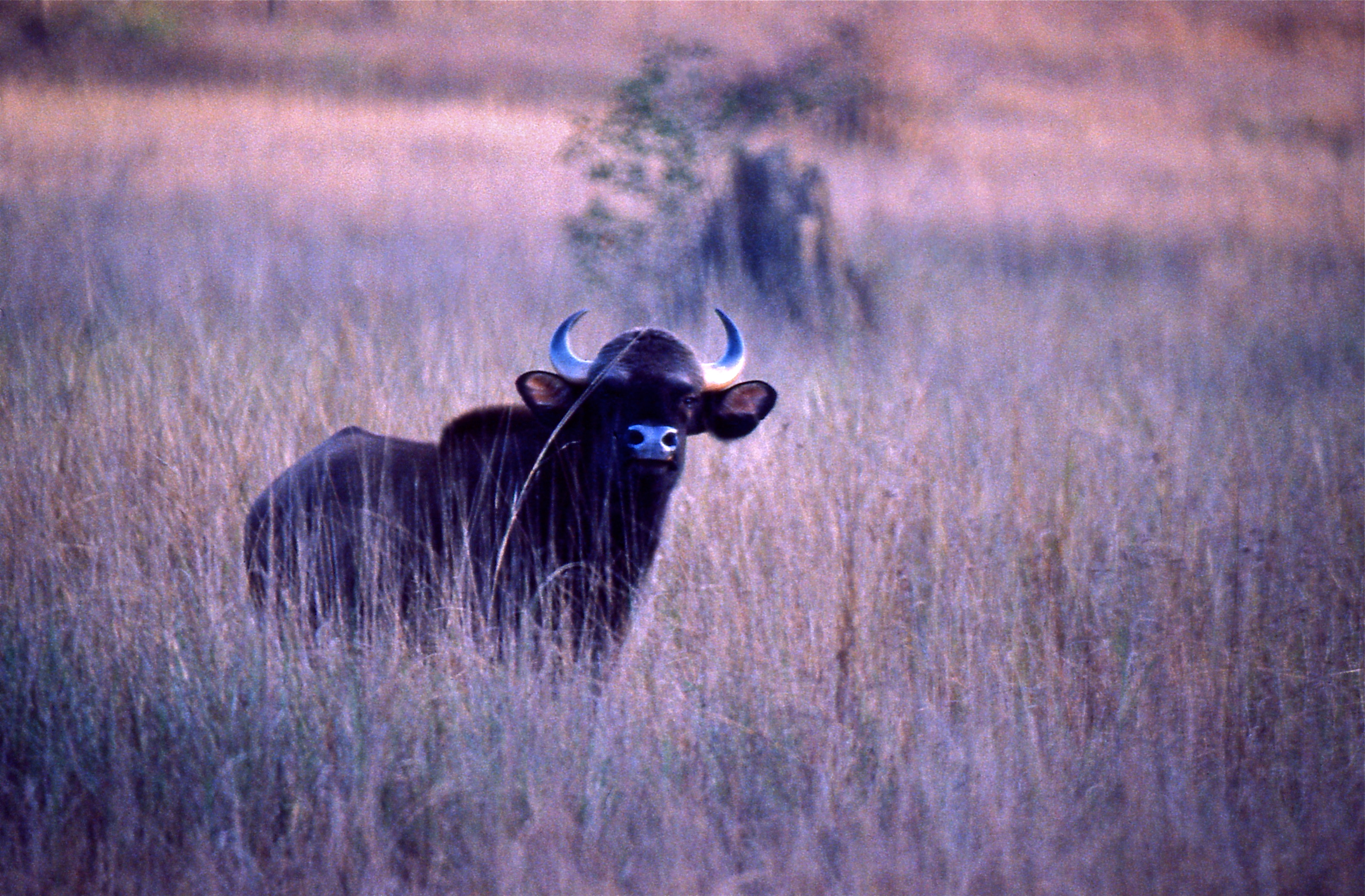
Gaur (Bos gaurus).

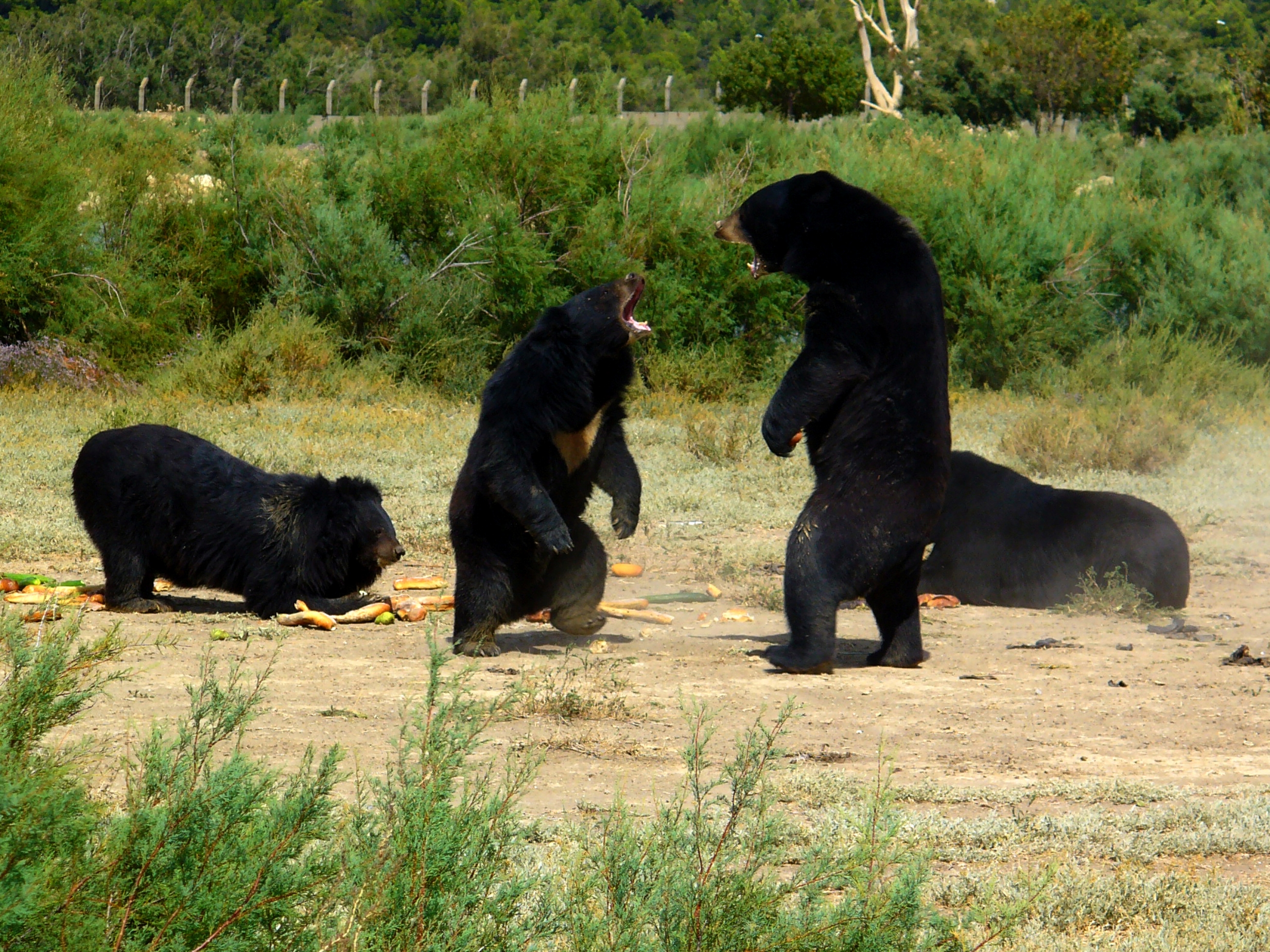
Due orsi dal collare in fase di combattimento.

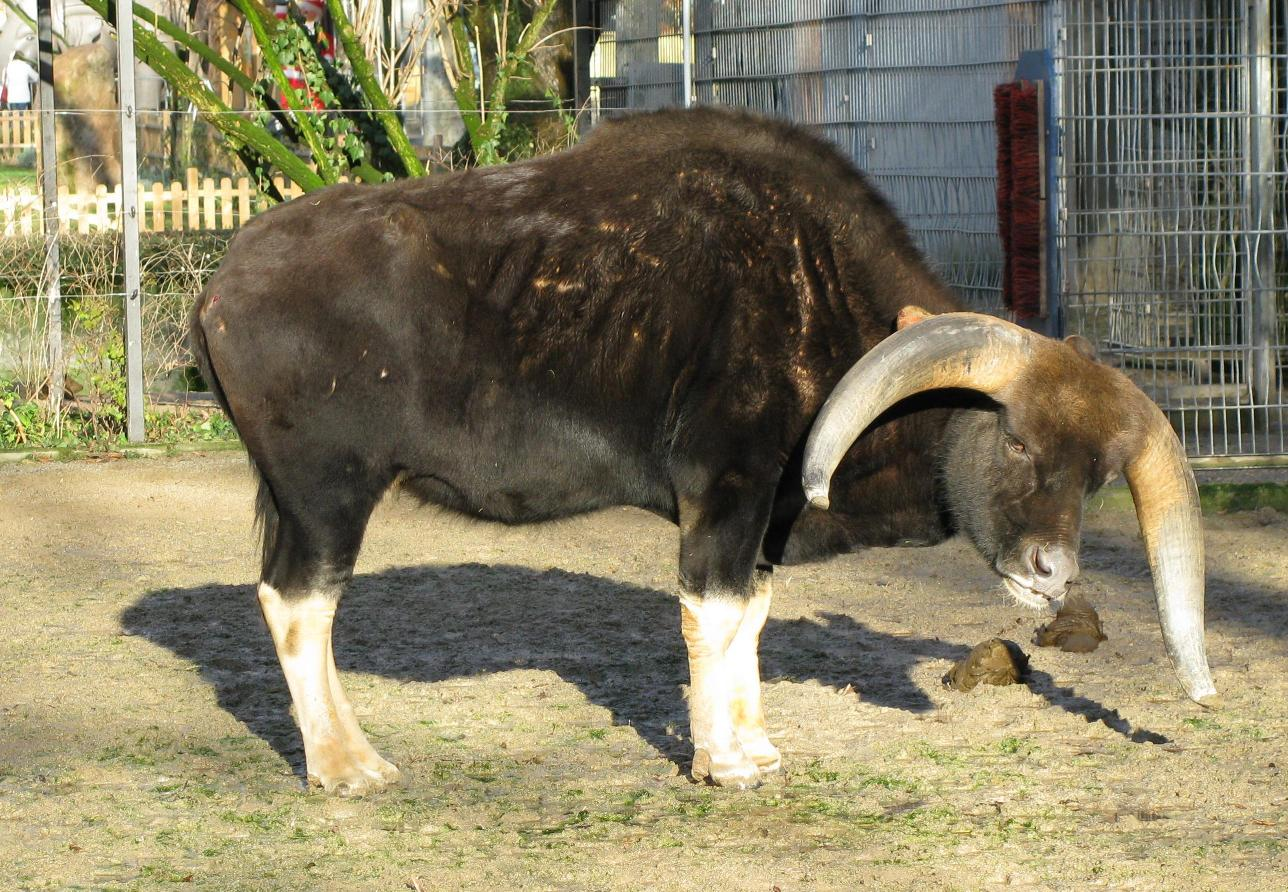
La forma domestica del gaur: un gayal. Qui un esemplare maschio.

Presenta strette analogie con quella dell'India, poiché appartiene anch'essa alla regione orientale. Include pertanto molte specie comuni con l'India, la Malesia, l'Indonesia e le zone meridionali della Cina. Tra i Mammiferi, vi sono leopardi, tigri, elefanti, bufali, rossette, pangolini, scimmie e proscimmie; particolarmente degni di nota sono i gibboni e il tapiro dalla gualdrappa, ormai divenuto raro. Gli Uccelli comprendono fagiani, buceri, pappagalli, ecc., molti serpenti (fra cui pitoni e cobra) e svariate specie di Sauri e di Tartarughe rappresentano i Rettili. Tra i Pesci, devono soprattutto menzionarsi alcune piccole e variopinte specie che sono molto apprezzate per gli acquari; fra esse è il pesciolino combattente o Betta. Un altro animale endemico dell'Indocina è il gaur (Bos gaurus), o anche bisonte indiano; la forma domestica del gaur è il gayal (Bos frontalis). I gaur sono le prede preferite della tigre (Panthera tigris), nonostante la tigre del Bengala (Panthera tigris tigris) sia assente nell'Indocina. Tigri presenti in Indocina possono essere la tigre malese (Panthera tigris jacksoni), ma la più diffusa è la tigre indocinese (Panthera tigris corbetti) e il suo territorio è anche abitato dall'orso dal collare (Ursus thibetanus), o anche orso tibetano.

## Storia
Nei primi anni dell'era cristiana, i Pyu, popolo tibeto-birmano venuto da nord, si stabilì nel bacino dell'Irrawaddy. Verso la stessa epoca, apparve lo Stato di Funan, probabilmente fondato dai Khmer, e il regno del Champa, fondato dai Cham venuti dal mare. Nel sesto secolo, i Khmer del Chenla assorbono il regno di Funan e, nel nono secolo, nasce l'Impero Khmer, che prende Angkor per capitale. I Birmani, venuti da nord, si sostituiscono ai Pyu nel bacino dell'Irrawaddy, fondando il regno di Pagan. Nel tredicesimo secolo, i Thai, venuti dal sud-ovest della Cina, fondano diversi regni che confluiranno poi nel Siam.
L'espressione "Indocina" è spesso utilizzata per designare l'antica colonia dell'Indocina francese. Infatti, la parte orientale del territorio indocinese fu colonia francese e raggiunse l'indipendenza nel 1954. L'espressione "Indocina britannica" fu anche utilizzata per indicare la Birmania in epoca coloniale. Infatti, i territori della Birmania e della Malaysia continentale, già colonie britanniche, divennero indipendenti rispettivamente nel 1948 e nel 1957. La centrale Thailandia (Siam fino al 1939) è rimasta sempre entità monarchica autonoma.

### L'Indocina francese
L'Indocina francese fu una creazione dell'amministrazione coloniale e raggruppava:
- il Tonchino, l'Annam e la Cocincina, raggruppati dal 1949 nello Stato del Vietnam;
- il protettorato del Laos;
- il protettorato della Cambogia.

Occupava quindi la parte orientale dell'Indocina e si estendeva tra la Cina a nord, il Siam ad ovest e il Mar Cinese Meridionale ad est e a sud.
L'Indocina francese, o più precisamente l'Unione indocinese, fu creata il 17 ottobre 1887 con l'istituzione del governatore generale civile dell'Indocina. L'insieme contava circa 12 milioni di abitanti, saliti a 16,4 milioni nel 1913. La popolazione coloniale francese raggiunse l'apice nel 1940 con appena circa 34.000 individui. Il colonialismo francese fu essenzialmente di sfruttamento economico, a causa della presenza di diverse risorse naturali (soprattutto caucciù).
La seconda guerra mondiale fu determinante per l'avvenire dell'Indocina francese. L'Impero del Giappone, in guerra contro la Cina dal 1937, approfittò dell'invasione tedesca della Francia (giugno 1940) per lanciare un ultimatum ai francesi. Occupò la frontiera settentrionale della regione (Tonchino) per interrompere la ferrovia fra l'Haiphong e lo Yunnan utilizzata dalle forze cinesi, mentre il resto dell'Indocina rimase sotto l'autorità di Vichy fino al 1945. Nel 1946 i francesi, sotto l'impulso di De Gaulle, riprendono il controllo dell'Indocina in un'epoca in cui altre potenze coloniali riprendono piede nelle loro colonie asiatiche (Birmania e Malesia per la Gran Bretagna; Indonesia per i Paesi Bassi).

### La guerra d'Indocina
Nel frattempo Ho Chi Minh, rivoluzionario comunista vietnamita, creò nel 1941 il Vietminh mediante la fusione del Partito Comunista Indocinese e con altri elementi patriottici. Gettò così le basi di una resistenza sia anti-francese che anti-giapponese. Il suo movimento si sviluppò soprattutto dal 1945, grazie all'aiuto materiale degli Stati Uniti e, dal 1949, della Cina. Gli accordi del 6 marzo 1946 portarono così al riconoscimento di un Vietnam libero, ma non indipendente in quanto parte dell'Unione francese. Questi accordi non durarono ed iniziò così la guerra d'Indocina, che si concluse con la disfatta francese di Dien Bien Phu nel 1954. Gli accordi di Ginevra separarono l'Indocina francese in Laos, Cambogia, Vietnam del Nord e Vietnam del Sud, ma il fallimento delle elezioni per la riunificazione del Vietnam nel 1956 portarono alla guerra in questo Paese nel 1964.